# Aquila (Blenio)
Aquila is een plaats en voormalige gemeente in het district Blenio dat behoort tot het Kanton Ticino. Aquila heeft 528 inwoners.

## Geschiedenis
Aquila is als plaatsnaam als eerste in 1196 beschreven als Aquili.
Rond 1200 behoorde de plaats Ghirone tot Aquila. De huidige grenzen van de voormalige gemeenten zijn in 1853 gevormd.
Op 22 oktober 2006 is deze gemeente gefuseerd met de andere gemeenten Campo, Ghirone, Olivone en Torre en hebben de nieuwe gemeente Blenio gevormd.

## Galerij

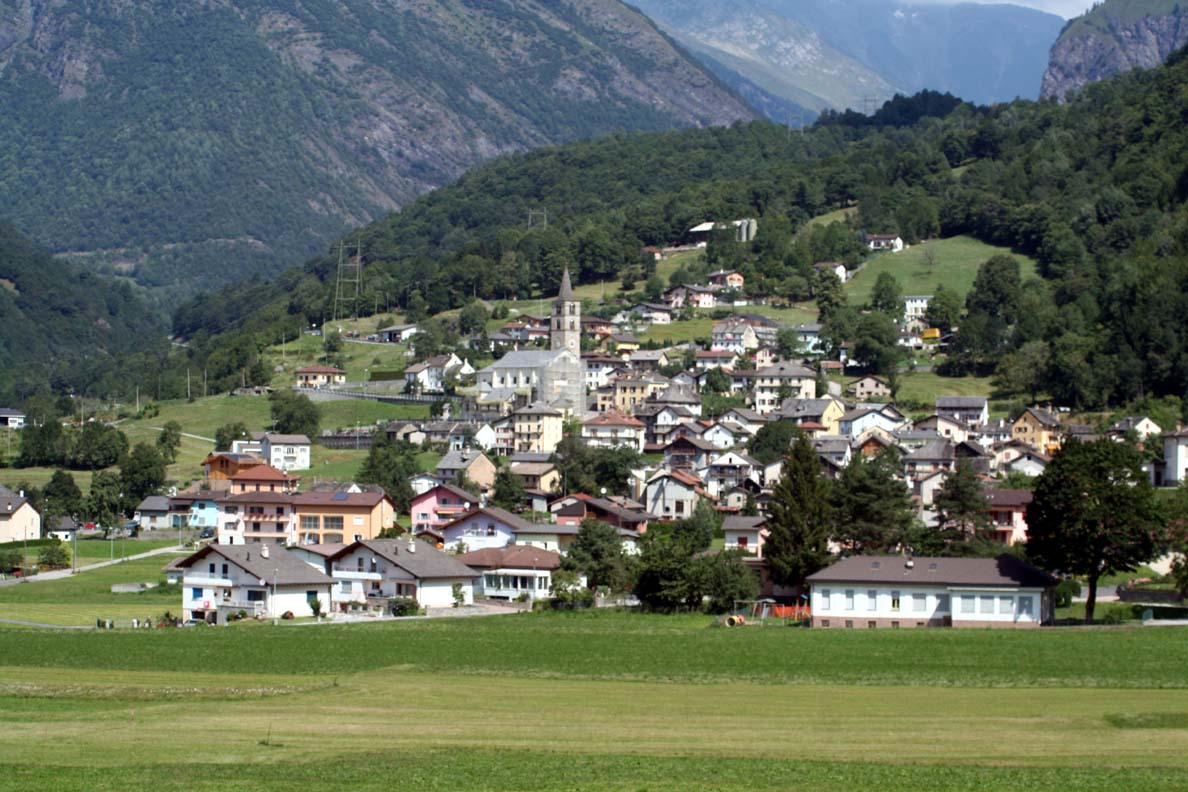
Uitzicht over Aquila
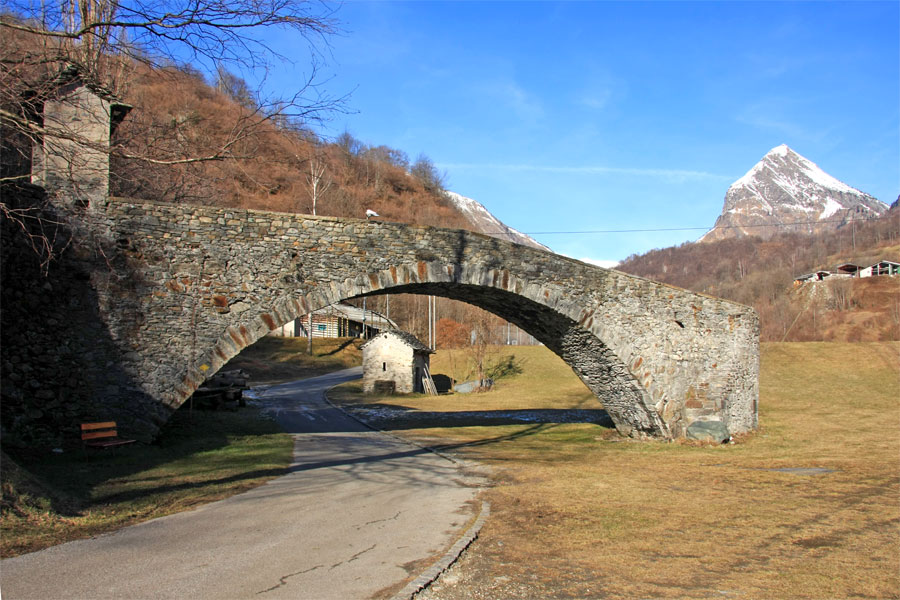
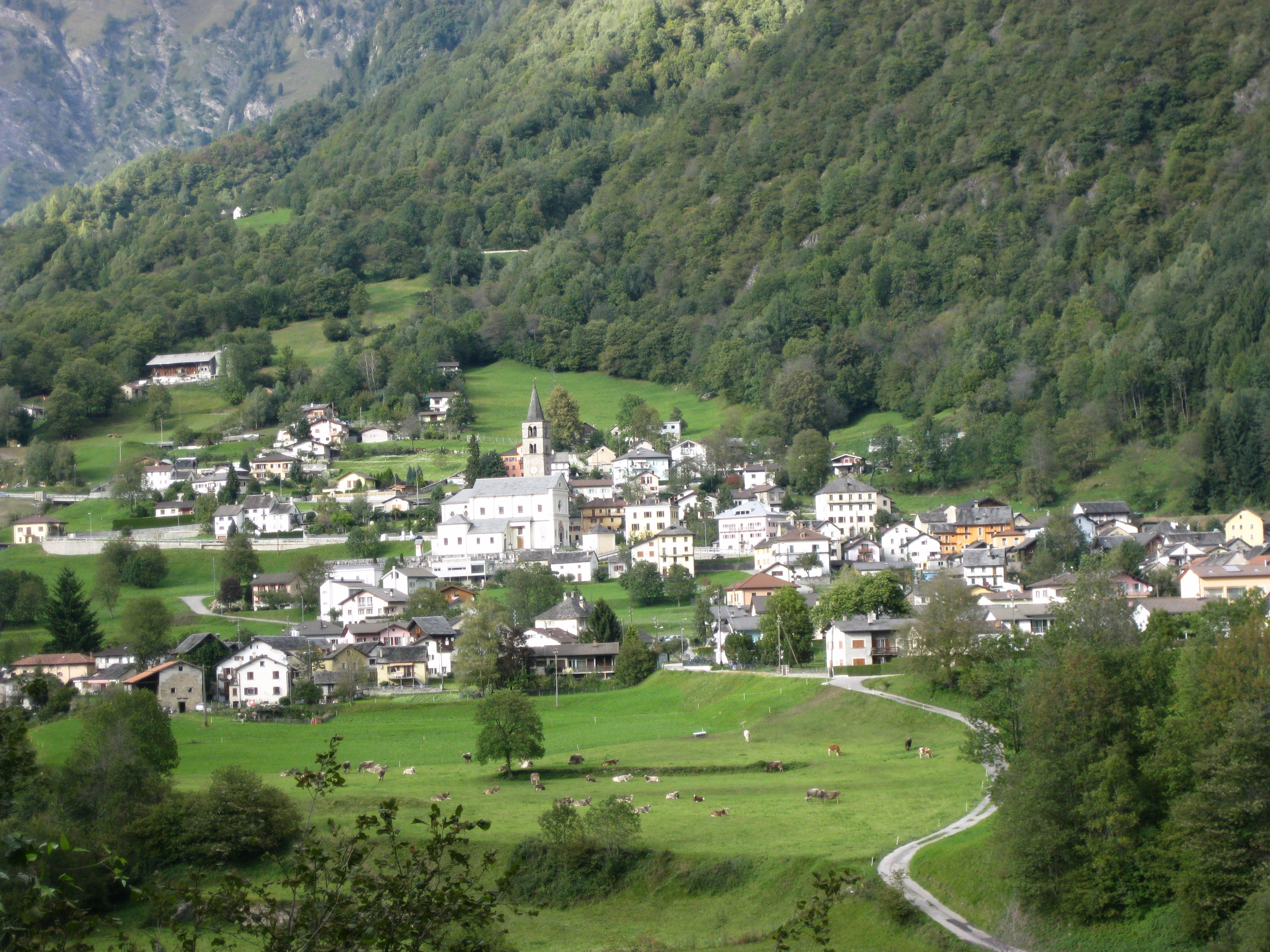

- Gemeinsame Normdatei: 4780118-9
- Historisch woordenboek van Zwitserland: 002048
- International Standard Name Identifier: 0000 0004 6037 2498
- Virtual International Authority File: 69145424530186831340